# Colmenar Viejo
Colmenar Viejo é um município da Espanha
na província e comunidade autónoma de Madrid, de área 182,6 km² com população de 41264 habitantes (2005) e densidade populacional de 216 hab/km².

## Demografia
| Variação demográfica do município entre 1991 e 2004 | Variação demográfica do município entre 1991 e 2004 | Variação demográfica do município entre 1991 e 2004 | Variação demográfica do município entre 1991 e 2004 |
| --------------------------------------------------- | --------------------------------------------------- | --------------------------------------------------- | --------------------------------------------------- |
| 1991                                                | 1996                                                | 2001                                                | 2004                                                |
| 39633                                               | 28328                                               | 35181                                               | 38866                                               |